# Stemma del Liechtenstein
Lo stemma del Principato di Liechtenstein corrisponde a quello della famiglia dei principi von und zu Liechtenstein della linea di Gundacker.

## Composizione
È composto dalle armi: 
- del Ducato di Slesia;
- dei signori di Kuerning (simile a quella della casa di Sassonia), un illustre casato della Bassa Austria estintosi nel XVI secolo, da cui i Liechtenstein pretendevano di discendere;
- del Ducato di Troppau, di cui Carl von Liechtenstein venne investito nel 1613;
- della contea di Rietberg, su cui Gundacker von Liechtenstein avanzava pretese in virtù del suo matrimonio con Agnese di Cirksena (1604);
- del Ducato di Jägerndorf, acquistato da Giovanni Giorgio di Brandeburgo e confermato con diploma imperiale del 1603;
- dei Liechtenstein dei rami di Nikolsburg e di Feldsberg.